# Климовское (Ярославский район)
Климовское — деревня в Карабихском сельском поселении Ярославского района Ярославской области.
В деревне 57 домов. Число постоянных жителей на 1 января 2007 года — 69 человек; на 1 января 2010 года — 50 человек
Деревня находится в 7 километрах от города Ярославля. Важная достопримечательность деревни — Климовские карьеры. К югу от деревни протекает речка Великая (правый приток Волги).

## Население
| 2007 | 2010 |
| ---- | ---- |
| 69   | ↘59  |

### Историческая численность населения
По состоянию на 1989 год в деревне проживало 96 человек.

## Общественный транспорт
Ананьино обслуживается проходящими автобусными маршрутами №№ 101 Ярославль — Еремеевское, 111 Ярославль — Ананьино, 168 Гаврилов-Ям — Ярославль.